# 金汶枰
金 汶枰（キム・ムンピョン、朝鮮語: 김문평、1906年 - 1987年1月27日）は、日本統治時代の朝鮮の銀行家、ジャーナリスト、大韓民国の政治家。第2代麗川郡郡守、制憲韓国国会議員。
本貫は霊光金氏、初代大法院長の金炳魯は岳父、政治家の金鍾仁は妻の甥、元憲法裁判所長の尹永哲と政治家の李宅敦は妻の姪の夫である。

## 経歴
全羅南道麗水出身。1932年に早稲田大学政治学部政治経済科卒。卒業後は海東銀行に就職し、1938年1月までは海東銀行本町支店次席支配人を務め、同年の漢城銀行による買収後は漢城銀行本町支店支配人代理となり、その後は東亜日報麗水支局長を務めた。
光復直後は朝鮮建国準備委員会麗水支部文化部長を務め、1945年9月には韓国民主党麗水郡党、11月には韓国民主党全羅南道党の結成に参加した。大同青年団員として活動したほか、1946年6月の大韓独立促成国民会第1回中央常務執行委員会で労働部次長を務めた。第2代麗川郡守、大韓独立促成国民会麗水府支部長を経て、1948年5月の初代総選挙では大韓独立促成国民会の候補として麗水郡甲選挙区から出馬し当選し、国会常任委員会第4分科（貿易）に所属していた。1948年8月23日の反民族行為処罰法案に対し、「本法に規定した罪を犯した者が檀紀4278年以前に民族的運動または民族的事業への貢献があり、改悛の情状が顕著だった者は、その刑を軽減または免除することができる」という修正案を発議して可決させた。1949年1月には国会麗順事件反乱収拾対策委員に選ばれた。同年6月には在韓アメリカ軍事顧問団の設置を歓迎する声明書に押印した。8月には韓国民主党の後身である民主国民党に入党し、財政経済委員会で活動した。
1950年1月には内閣責任制への憲法改正案に同意し、同年4月には趙炳玉を後任の国務総理に推薦する連署に署名した。4月14日には「信託銀行不正貸付事件」の調査委員に選出され、同月の国会本会議では民主国民党と大韓国民党の議員間の乱闘事件にも巻き込まれた。表面上は大韓国民党の李鎮洙が金に「信託銀行不正貸付事件の調査に熱意がない」と指摘することに由来したが、その背景には反民族行為特別調査委員会の活動を牽制しようとする政治勢力間の対立があったと見られる。
1987年1月27日に死去。